# Mada Masr
Mada Masr est un site web d'information égyptien fondé en 2013. Il est dirigé par Lina Attalah.

## Historique
Mada Masr est le dernier journal indépendant sous l'Égypte du président Abdel Fattah al-Sissi.
Les locaux sont victimes d'une descente de police en 2019.
En septembre 2022, les locaux sont perquisitionnés et des journalistes arrêtés après la publication d'un article révélant des accusations de corruption à l'encontre de Ashraf Rashad, numéro un du parti au pouvoir, le Parti du futur de la nation. Sa licence lui est retirée, ce qui est confirmé en appel en décembre 2023.